# السيستامين
السيستامين(Cysteamine)، المعروف أيضًا باسم ميركابتامين(mercaptamine )، هو دواء يستخدم لعلاج الداء السيستيني.  و يؤخذ عن طريق الفم لعلاج الكلى و كقطرة للعين كذلك.   تجدر الإشارة إلى أنه يجب تعديل الجرعة على أساس مستويات السيستين في خلايا الدم البيضاء . 
تشمل الآثار الجانبية الشائعة لهذا العلاج عند تناوله عن طريق الفم ما يلي: الغثيان و الإسهال و الحمى.  كما تشمل الآثار الجانبية الشائعة لقطرة العين على: تهيج العين، و دمعان العين، و الرؤية الباهتة.  أما السلامة أثناء الحمل غير واضحة تماما، رغم وجود دليل على حدوث ضرر في الحيوانات الأخرى التي خضعت للتجارب.  و هو يعمل عن طريق التفاعل مع السيستين لتكوين السيستين و الملح الذي يمكن للجسم إزالته. 
تمت الموافقة على استخدام السيستامين طبيًا في الولايات المتحدة في عام 1994 و أوروبا في عام 1997.   في المملكة المتحدة، تكلف 100 حبة من 150 ملجم هيئة الخدمات الصحية الوطنية حوالي 190 جنيهًا إسترلينيًا؛ بينما يبلغ سعر 5 مل من قطرات العين حوالي 865 جنيهًا إسترلينيًا اعتبارًا من عام 2021.  وفي الولايات المتحدة تكلف هذه الكمية من الحبوب حوالي 22.200 دولار أمريكي؛ بينما يبلغ سعر قطرة العين حوالي 2000 دولار أمريكي.  